# Коробейников, Николай Абросимович
Никола́й Абро́симович Коробе́йников (6 декабря 1917, Сатино, Пермская губерния — 19 октября 1943, Низшая Дубечня, Вышгородский район) — капитан Рабоче-крестьянской Красной армии, участник Великой Отечественной войны, Герой Советского Союза (1944).

## Биография
Родился 6 декабря 1917 года в селе Сатино (ныне — Сивинский район Пермского края). После окончания педагогического училища работал сначала учителем, затем директором школы. В 1939 году был призван на службу в Рабоче-крестьянскую Красную Армию. В 1941 году он окончил Тюменское пехотное училище, в 1942 году — курсы «Выстрел». С мая 1942 года — на фронтах Великой Отечественной войны. Принимал участие в боях на Западном и Воронежском фронтах.
К октябрю 1943 года капитан Николай Коробейников командовал 1-м стрелковым батальоном 86-го стрелкового полка 180-й стрелковой дивизии 38-й армии Воронежского фронта. Отличился во время битвы за Днепр. В ночь с 1 на 2 октября 1943 года батальон под командованием Николая Коробейникова переправился через Днепр в районе села Старые Петровцы Вышгородского района Киевской области Украинской ССР и принял участие в боях за захват и удержание плацдарма на его западном берегу. Батальон успешно выбил противника с господствующей высоты и закрепился на ней. 2-14 октября вместе со своим батальоном отражал ожесточённые контратаки противника. В тех боях бойцы батальона уничтожили около 400 солдат и офицеров противника, 14 пулемётов, блокировал 3 дзота, взяв в плен 12 солдат и офицеров. В одном из боёв получил тяжёлое ранение, от которого скончался 19 октября 1943 года, похоронен в братской могиле в селе Низшая Дубечня Вышгородского района Киевской области Украины.
Указом Президиума Верховного Совета СССР «О присвоении звания Героя Советского Союза генералам, офицерскому, сержантскому и рядовому составу Красной Армии» от 10 января 1944 года за «образцовое выполнение боевых заданий командования на фронте борьбы с немецко-фашистскими захватчиками и проявленные при этом отвагу и геройство» был удостоен посмертно высокого звания Героя Советского Союза. Также был награждён орденами Ленина, Отечественной войны 2-й степени, Красной Звезды.
В его честь названы улицы в Нижней Дубечне и п/ст. Чайковская Нытвенского района Пермского края.